# Багиров, Гулам Керим оглы
Гулам Керим оглы Багиров (азерб. Qulam Kərim oğlu Bağırov; 1904, Меренд — 3 декабря 1986, Баку) — советский азербайджанский филолог и лингвист. Доктор филологических наук, профессор (1966).

## Биография
Родился в 1904 году в селе Дизе, расположенном в районе города Меренд Иранского Азербайджана. В 1911 году вместе с семьёй перебрался в Нахичевань. Учился в Высшем педагогическом институте в Баку, не окончив его, перевёлся на восточный факультет Азербайджанского государственного университета. В 1929 году окончил университет, а через два года — аспирантуру.
В 1927—1936 годах преподавал в Азербайджанском государственном научно-исследовательском институте, Институте повышения квалификации педагогов, Комвузе, где возглавлял предметную комиссию по языкам, а также в Высшем педагогическом институте, где преподавал курс теоретической грамматики. Кроме того, руководил комиссией по разработке долговременных учебников для начальной и средней школы. Одновременно в 1933—1935 годах возглавлял секцию языка Азербайджанского филиала АН СССР, а в 1935—1937 годах работал заместителем директора по научной работе Института языка и литературы этого филиала.
В 1935 году защитил диссертацию на тему «Cинтаксическая роль падежей существительных в тюркском языке», получив степень кандидата филологических наук.
В 1956—1967 годах возглавлял кафедру азербайджанского языкознания Педагогического института иностранных языков, далее — профессор этой кафедры. В 1966 году защитил докторскую диссертацию на тему «Лексико-семантическое развитие глаголов в азербайджанском языке» и был удостоен звания профессора.
Умер в 1986 году в Баку.

## Репрессии
В 1937 году был уволен за «вредительство» в области азербайджанского языка и тесные связи с уже арестованными Рухуллой Ахундовым и Бекиром Чобан-заде, и в следующем году арестован и приговорён к восьмилетнему заключению в исправительно-трудовом лагере. Отбывал наказание на Колыме. Был освобождён в апреле 1946 года, однако оставался на Колыме до января 1947 года, работая счетоводом. После этого вернулся в Азербайджан, при этом жить в Баку ему было запрещено. В 1947—1949 годах работал секретарём в отделе здравоохранения Лачинского района, после чего вновь был репрессирован и сослан в Джамбульскую область Казахской ССР. В ссылке работал школьным педагогом. Освобождён в апреле 1954 года и вернулся в Баку. В 1956 году был реабилитирован.

## Научный вклад
Работы (некоторые работы 1930-х годов написаны в соавторстве с Бекиром Чобан-заде) посвящены грамматике азербайджанского языка, в частности синтаксической роли падежей существительных, лексико-семантическому развитию глаголов, кубинскому диалекту лезгинского языка, языковой политике Азербайджанской ССР. Часть работ 1930-х годов утрачена.